# William Notman
William Notman, né à Paisley en Écosse le 8 mars 1826 et mort à Montréal le 25 novembre 1891, est un photographe et un homme d'affaires canadien.

## Jeunesse en Écosse
Wiliam Notman est né à Paisley en Écosse dans une famille aisée, dont le père était un fabricant de draps en gros. Ses parents sont William Notman et Janet Sloan. Il étudie d'abord en arts avant d'entrer dans l'entreprise de son père en 1851. Il épouse Alice Merry Woodwark en 1855. Il aurait acquis ses connaissances en photographie auprès de photographes de Glasgow. 
L'avenir lui semblait prometteur, mais vers le milieu des années 1850, l'Écosse fut frappée par une dure crise économique qui entraîna Notman père dans la faillite. En tant qu'associé de son père, William choisit de s’exiler pour échapper aux poursuites judiciaires qui pesaient sur son père. Espérant commencer une nouvelle vie au Bas-Canada, il immigre à Montréal en 1856.

## À Montréal

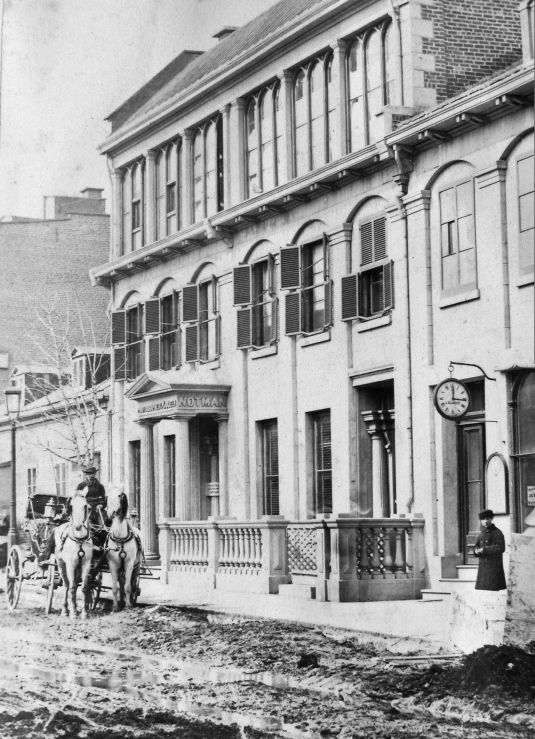
Studio de photographie de William Notman, rue De Bleury, 1866

Après avoir trouvé un emploi chez Ogilvy & Lewis, une mercerie, il ouvre son propre studio photographique en décembre de 1856, sur la rue De Bleury, le temps pour que sa femme Alice et sa fille Fanny viennent le rejoindre. Déjà, en Écosse, il s'était fait amateur de la technique que Nicéphore Niepce avait inventée.
En 1858, lorsque le pont Victoria est construit par la Compagnie de chemin de fer du Grand Tronc de James Hodges, il reçoit sa première grande commande. Ses photographies et stéréogrammes produites tout au long de la construction lui assurent une renommée de par le monde. Hodges réunit des photographies du pont et de paysages canadiens dans une boîte en érable qu'il offre au prince de Galles lors de sa venue pour l'inauguration du pont.
En 1860, la reine Victoria, impressionnée par les photos de Notman, le désigne pour être son photographe personnel. La même année, l'Association des beaux-arts de Montréal tient son ouverture dans son studio, tout comme le fera la Société des artistes canadiens en 1867. À l'époque, la photographie se développait surtout à travers l'art du portrait, et Notman ne manqua pas de faire photographier de nombreuses personnalités canadiennes et américaines venus de tous les coins du continent. À la tête d'une entreprise prospère, Notman devient le premier photographe canadien à bénéficier d'une réputation internationale. Il ouvre des succursales, 26 studios associés, dont 19 aux États-Unis. En 1873, le studio de la rue De Bleury produit 14 000 clichés par année[réf. nécessaire] et, vers 1880 emploie jusqu'à 55 personnes.

## Son art
Connu pour ses photographies en groupe, Notman essayait aussi de représenter de son mieux la vie de tous les jours au Canada. Les gens des rues et les petites villes de l'Ouest canadien n'échappent pas à son grand projet de chronique photographique. En 1860 et 1869, le professeur Charles Smallwood lui demande même de photographier une éclipse solaire.
L'un des premiers à utiliser le format album, il employait l'éclair de magnésium et engageait des peintres pour compléter son travail, dont Cornelius Krieghoff, Robert Stuart Duncanson, Otto Reinhold Jacobi, Henry Sandham et John Arthur Fraser. Son premier livre de photographie paraît en 1863, fruit d'une collaboration avec les artistes. 
Notman engage William James Topley en 1868 pour ouvrir un bureau à Ottawa. Il s'associe ensuite à John Arthur Fraser, qui engagea à son tour des peintres prometteurs comme Frederick Arthur Verner, Homer Ransford Watson et Horatio Walker. 
Il collaborait régulièrement au Philadelphia Photographer d'Edward Wilson et était régulièrement appelé à se déplacer dans les collèges et universités américains. Pour l'Exposition universelle de Philadelphie, en 1876, il fonde sa propre compagnie photographique appelée la Centennial Photographic Company et détient les droits exclusifs des activités photographiques sur le site de l'exposition. De 1860 à 1886, de nombreux prix lui sont décernés lors des expositions universelles.
Si l'entreprise de Notman repose principalement sur les portraits qu'on lui commande, les paysages urbains et ruraux comptent également pour beaucoup dans sa popularité. C'est ainsi qu'un grand nombre de scènes de Montréal ont été photographiées, ainsi qu'un peu partout au Québec et jusqu'aux provinces de l'Ouest canadien. Ces photos étaient réunies dans des albums souvenirs offerts aux touristes.
Notman développe des techniques novatrices, dont certaines faisant l'objet d'un brevet. Il utilise notamment de la laine de mouton pour simuler la neige, du magnésium pour des effets de bougie ou de feu de bois ou encore des feuilles de zinc pour la glace d'une patinoire, recréant de la sorte des paysages hivernaux en studio. Ses séries sur la chasse au caribou ou à l'orignal, entièrement réalisées en studio, lui attirent plusieurs éloges. 

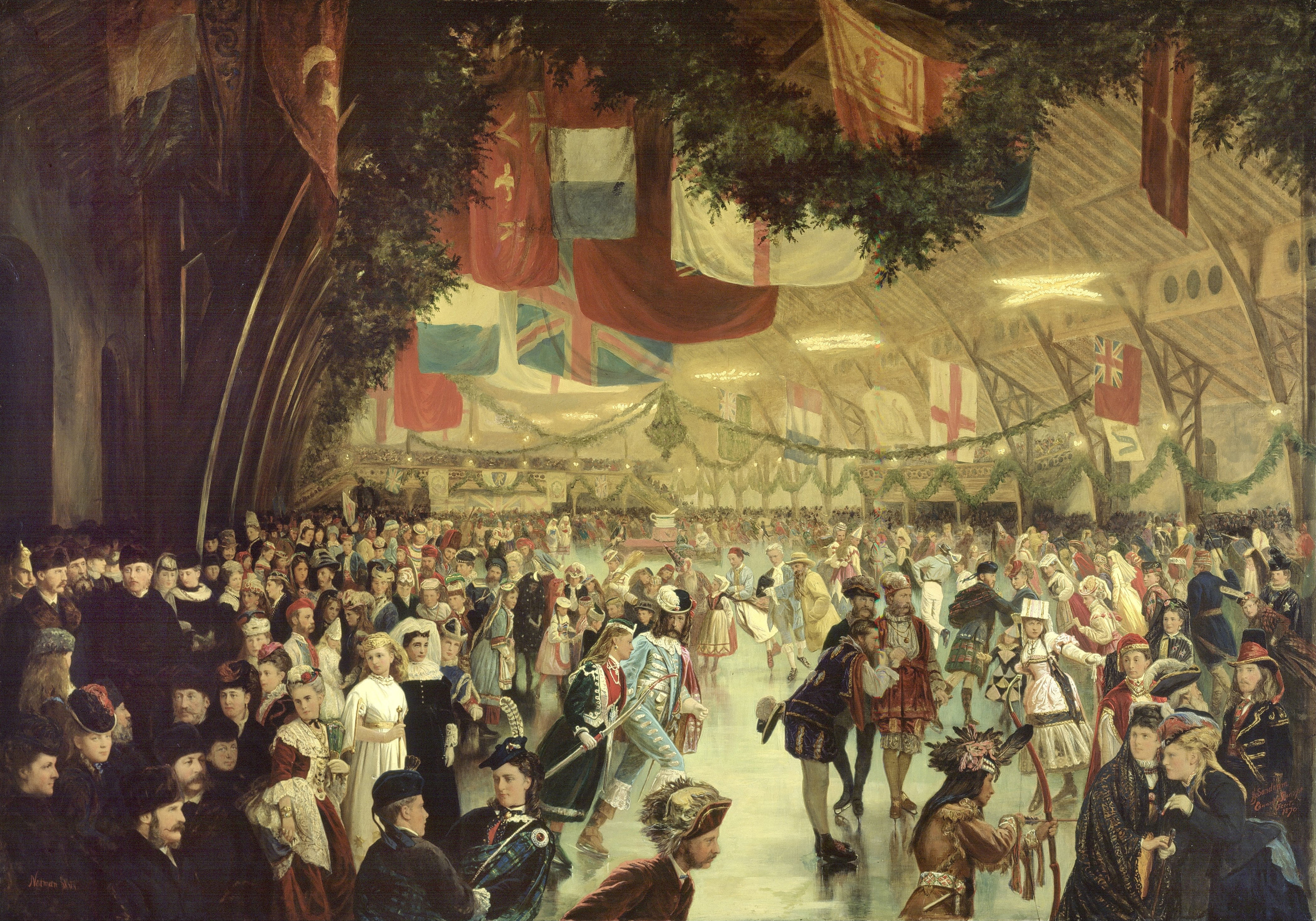
Montage du Carnaval de patinage

Il se distingue également grâce à ses montages photographiques, notamment pour des photographies de groupe, difficiles à réaliser en raison des temps de pose très longs. Notman photographiait individuellement chaque sujet et les assemblait ensuite sur un décor peint ou photographié, lui-même re-photographié une fois l'assemblage terminé. Son montage réalisé en 1870 mettant en scène 150 patineurs lors du Carnaval de patinage obtient un tel succès que Notman décide d'en produire pour sa clientèle. C'est ainsi que plusieurs dizaines de montages sortent de son studio chaque année.

## Implication sociale
En plus d'être un pionnier dans son domaine, William Notman est aussi reconnu comme un enseignant du métier, ayant formé des dizaines et des dizaines de photographes à la fois pendant près de quatre décennies. Outre la photographie, il était aussi un important propriétaire immobilier à Longueuil, sur la Rive-Sud de Montréal. 
Il contribuait beaucoup à sa paroisse, la paroisse anglicane Saint-Mark de Longueuil, et se portait bénévole pour le YMCA et l'Hôpital général de Montréal. William Notman continua à faire de la photographie à chaque jour jusqu'à sa mort en 1891, ne s'étant jamais lassé du travail. Père de sept enfants, il léguera son entreprise à ses fils William McFarlane et Charles Frederick, qui la conserveront jusqu'en 1935, moment où elle est cédée à l'Associated Screen News of Canada. 
La valeur principale de l'œuvre de Notman est historique : pour lui, le Canada tout entier était un trésor à capter, un pays nouveau qu'il fallait continuer à bâtir pour atteindre le niveau de prospérité connu jusqu'alors par les grandes puissances industrielles. Son Montréal victorien, immortalisé dans l'art pour les générations futures, raconte l'histoire d'un essor technique considérable. 
Le port de Montréal, la nouvelle ville de Vancouver et l'exploration des Rocheuses sont notamment inclus dans sa production. Du fait même, l'imagerie de Notman est l'image la plus habituelle que l'on se fait du XIXe siècle. Le musée McCord conserve aujourd'hui une grande partie de son œuvre s'étalant de 1856 jusqu'à la fermeture du dernier studio en 1993.
Grâce à ses portraits de l'élite montréalaise, Notman s'élève dans l'échelle sociale et s'implique dans la communauté. Il est un membre fondateur de l'Art Association of Montreal, précurseur du Musées des beaux-arts de Montréal, qui tient sa première réunion dans le studio de la rue De Bleury. Il fait partie du consortium qui construit l'Hôtel Windsor en 1878.
William Notman a habité dans la Maison William-Notman, sur la rue Sherbrooke de 1876 jusqu'à sa mort en 1891. La maison a été inscrite au Répertoire du patrimoine culturel du Québec le 8 décembre 1979.

## Portraits
- John Alexander Macdonald
- Louis-Joseph Papineau
- Francis Fulford
- Ignace Bourget
- Arthur de Connaught et Strathearn
- Donald Alexander Smith
- Henry Longfellow
- Harriet Beecher Stowe
- Sitting Bull
- Buffalo Bill
- Arthur William Patrick Buchanan

## Galerie

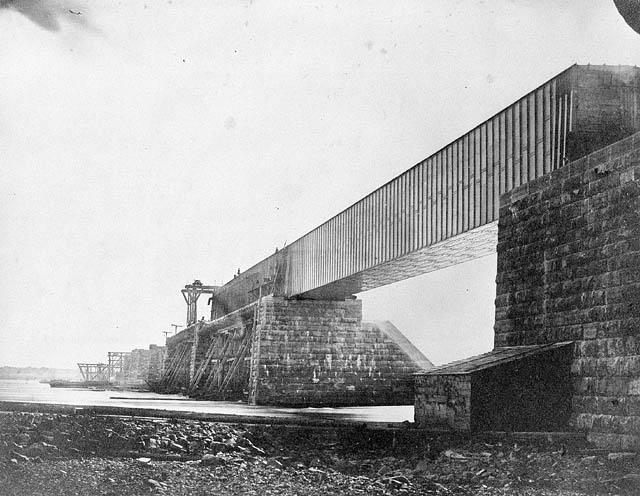
Construction du Pont Victoria
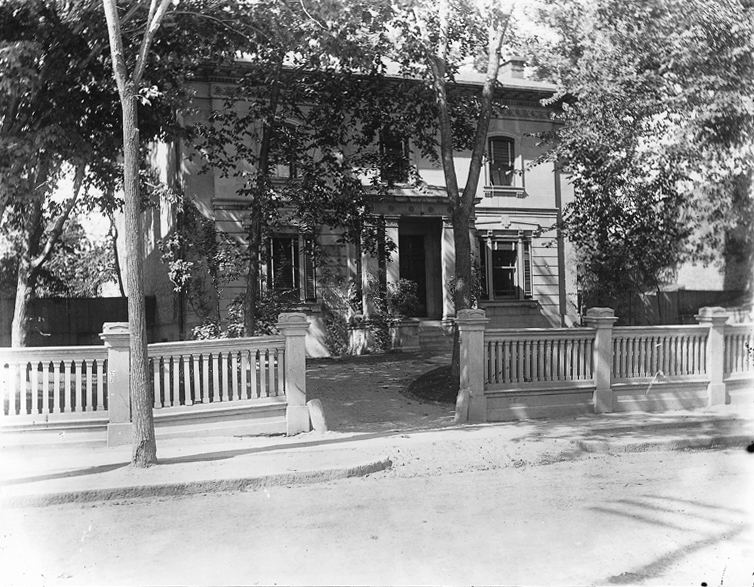
Maison William-Notman
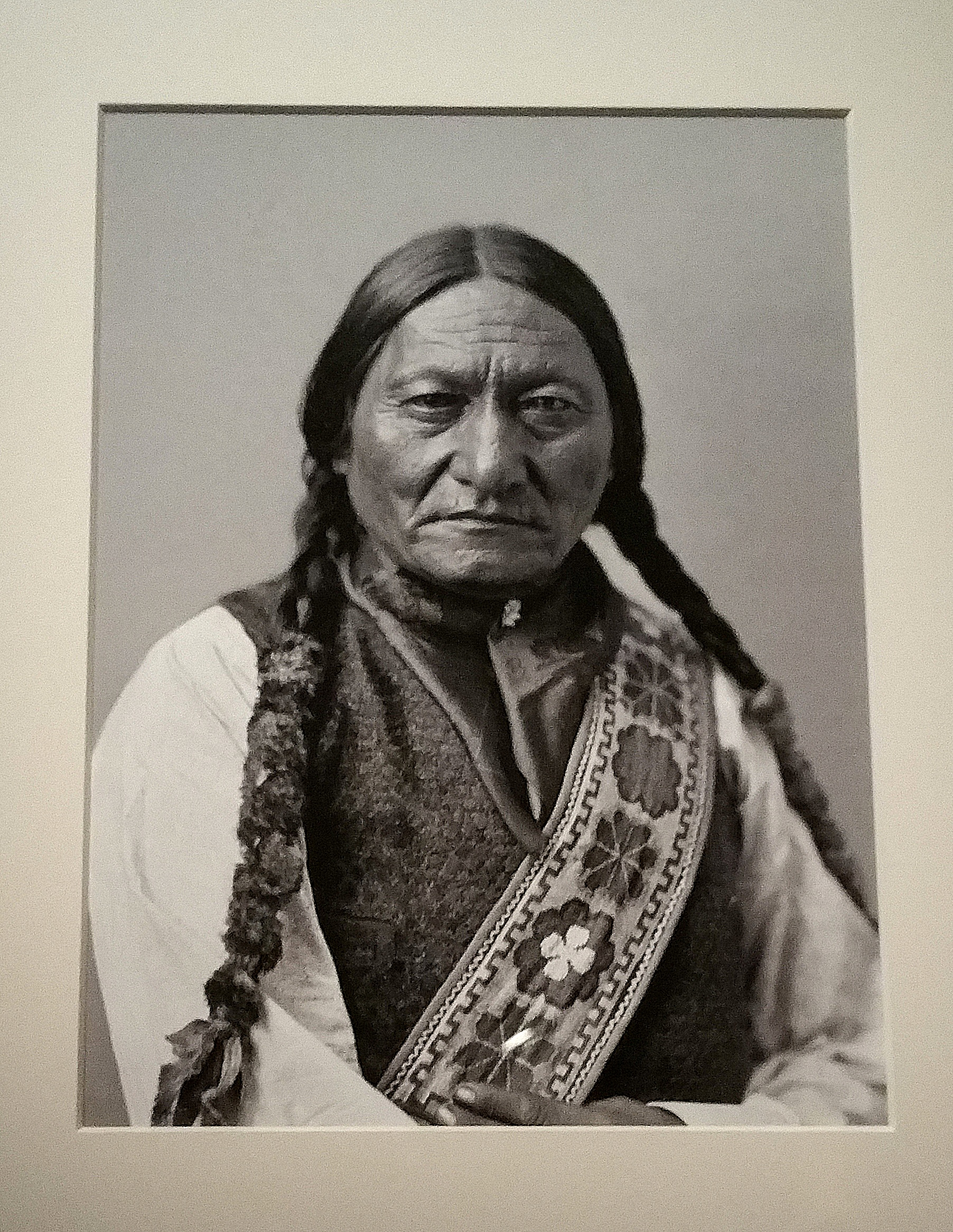
Portrait de Sitting Bull
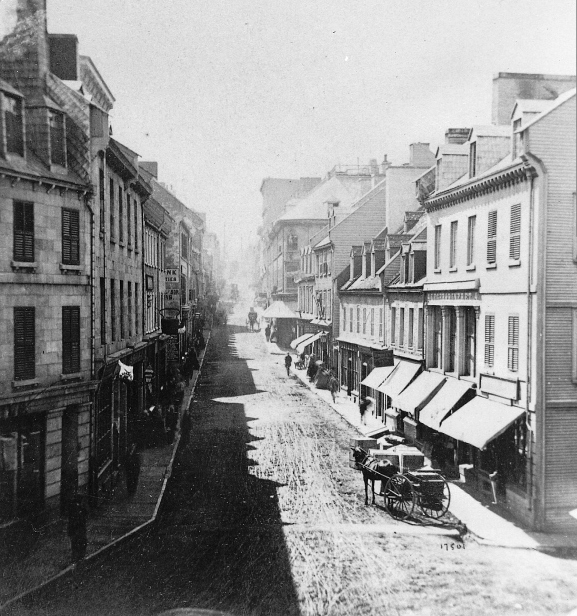
Rue Saint-Jean à Québec